# John Thune
John Randolph Thune (Murdo (South Dakota), 7 januari 1961) is een Amerikaans politicus. Hij is een Republikeins senator voor South Dakota. In het verleden had hij ook zitting in het Huis van Afgevaardigden.
Thune behaalde in 1983 een bachelor in de bedrijfskunde aan Biola University, een universiteit met een evangelicale achtergrond. Een master zou hij een jaar later behalen aan de University of South Dakota.
De senator is sinds 1984 getrouwd met Kimberley Weens. Samen hebben zij twee dochters. Beiden zijn lid van een evangelische gemeente.

## Werkzame leven
Thune behoorde tot de Republikeinse Partij. Hij begon zijn werkende leven als assistent onder senator James Abdnor. Onder president Ronald Reagan zijn bewind werkte hij op het ministerie van Economische Zaken. In 1991 werd hij door de gouverneur van South Dakota benoemd als hoofd van de spoorwegen van die staat. Van 1993 tot 1996 werkte hij voor de South Dakota Municipal League.

## Politieke carrière

### Huis van Afgevaardigden
Zijn politieke carrière begon in 1996 toen hij zich voor de eerste maal verkiesbaar stelde voor het Huis van Afgevaardigden. Hij beloofde niet meer dan drie termijnen zitting te nemen, en hield zich ook die belofte. Daarna stelde hij zich echter kandidaat voor de Senaat, maar verloor de verkiezingen met een verschil van 524 stemmen. Van 2002 tot 2004 werkte hij daarom als lobbyist voor Dakota, Minnesota & Eastern Railroad.

### Verkiezingscampagne tegen Tom Daschle
Een tweede poging om gekozen te worden in de Senaat lukte in 2004 wel. In een spectaculaire verkiezingscampagne versloeg hij Tom Daschle, op dat moment leider van de Democratische Partij in de Senaat. Het Republikeinse partijleiderschap was erop uit om een herverkiezing van Daschle te voorkomen. In de campagne werd ruim 30 miljoen dollar geïnvesteerd. Dit deden zij omdat Daschle in de Senaat verschillende keren had gedreigd om wetsvoorstellen en rechterlijke benoemingen tegen te houden door middel van een filibuster. Thune wist vooral de christelijke stemmers aan zich te binden, door onder andere zijn standpunten over het homohuwelijk en abortus. Op beide is hij tegen. Uiteindelijk zou Thune de verkiezingen winnen met een kleine vijfduizend stemmen verschil.

### Senaat
In de Senaat zou Thune meteen met een voorstel komen waardoor het voor kleine spoorwegmaatschappijen makkelijker zou zijn om geld te lenen bij de federale overheid. Daar had hij zich eerder als lobbyist eerder ook al hard voor gemaakt. In de Senaat heeft hij zich ook ingezet voor het stimuleren en investeren in het gebruik van ethanol en windenergie als alternatieve energie-bronnen.
Voor de presidentsverkiezingen van 2012 werd Thune genoemd als eventuele kandidaat
voor de Republikeinse Partij, maar in februari 2011 maakte hij bekend zich niet verkiesbaar te stellen. Volgens de krant USA Today was hij ook kandidaat voor de nominatie voor het vicepresidentschap van zijn partij.
In december 2020 liet Daschle weten dat hij niets dat zag in verdere pogingen van president Donald Trump om de verkiezingsuitslag te betwisten. Trump probeerde wraak te nemen door de Republikeinse gouverneur van South Dakota Kristi Noem over te halen om zich kandidaat te stellen voor de senaatszetel van Daschle. Noem weigerde en Daschle werd in 2022 herkozen.
Alabama: Tuberville (R) · Britt (R)
Alaska: Murkowski (R) · Sullivan (R)
Arizona: Kelly (D) · Gallego (D)
Arkansas: Boozman (R) · Cotton (R)
Californië: Padilla (D) · Schiff (D)
Colorado: Bennet (D) · Hickenlooper (D)
Connecticut: Blumenthal (D) · Murphy (D)
Delaware: Coons (D) · Blunt Rochester (D)
Florida: R. Scott (R) · Moody (R)
Georgia: Ossoff (D) · Warnock (D)
Hawaï: Schatz (D) · Hirono (D)
Idaho: Crapo (R) · Risch (R)
Illinois: Durbin (D) · Duckworth (D)
Indiana: Young (R) · Banks (R)
Iowa: Grassley (R) · Ernst (R)
Kansas: Moran (R) · Marshall (R)
Kentucky: McConnell (R) · Paul (R)
Louisiana: Cassidy (R) · Kennedy (R)
Maine: Collins (R) · King (O)
Maryland: Van Hollen (D) · Alsobrooks (D)
Massachusetts: Warren (D) · Markey (D)
Michigan: Peters (D) · Slotkin (D)
Minnesota: Klobuchar (D) · Smith (D)
Mississippi: Wicker (R) · Hyde-Smith (R)
Missouri: Hawley (R) · Schmitt (R)
Montana: Daines (R) · Sheehy (R)
Nebraska: Fischer (R) · Ricketts (R)
Nevada: Cortez Masto (D) · Rosen (D)
New Hampshire: Shaheen (D) · Hassan (D)
New Jersey: Booker (D) · Kim (D)
New Mexico: Heinrich (D) · Luján (D)
New York: Schumer (D) · Gillibrand (D)
North Carolina: Tillis (R) · Budd (R)
North Dakota: Hoeven (R) · Cramer (R)
Ohio: Moreno (R) · Husted (R)
Oklahoma: Lankford (R) · Mullin (R)
Oregon: Wyden (D) · Merkley (D)
Pennsylvania: Fetterman (D) · McCormick (R)
Rhode Island: Reed (D) · Whitehouse (D)
South Carolina: Graham (R) · T. Scott (R)
South Dakota: Thune (R) · Rounds (R)
Tennessee: Blackburn (R) · Hagerty (R)
Texas: Cornyn (R) · Cruz (R)
Utah: Lee (R) · Curtis (R)
Vermont: Sanders (O) · Welch (D)
Virginia: Warner (D) · Kaine (D)
Washington: Murray (D) · Cantwell (D)
West Virginia: Moore Capito (R) · Justice (R)
Wisconsin: Johnson (R) · Baldwin (D)
Wyoming: Barrasso (R) · Lummis (R)
(D): Democraat · (R): Republikein · (O): Onafhankelijk
- Gemeinsame Normdatei: 1275461867
- International Standard Name Identifier: 0000 0000 4868 8845
- Library of Congress Control Number: no2006097611
- SNAC: w6301xnt
- Biographical Directory of the United States Congress: T000250
- Virtual International Authority File: 29292553
- WorldCat: E39PBJkxGgpBV7VTMDgQG9CvpP